# The Firm (banda estadounidense)
The Firm fue un supergrupo de hip hop formado en Nueva York en 1996. Fue creado por el rapero Nas, su mánager Steve Stoute, el productor Dr. Dre y la producción de Trackmasters. El grupo estaba compuesto por los raperos con sede de la Costa Este Nas, Foxy Brown, AZ y Nature, que sirvió como reemplazo de Cormega después de ser expulsado del grupo.

## Discografía

### Álbumes de estudio
| Año  | Detalles del álbum                                                                                        | Mejor posición en las listas | Mejor posición en las listas | Certificaciones |
| Año  | Detalles del álbum                                                                                        | EE. UU.                      | CAN                          | Certificaciones |
| ---- | --- | ---------------------------- | ---------------------------- | --------------- |
| 1997 | The Album - Lanzado: 21 de octubre de 1997 - Sellos discográficos: Aftermath/Interscope - Formato: CD, LP | 1                            | 8                            | CAN: Oro        |